# مقاطعة فيستسجلاند
مقاطعة فيستسجلاند هي إحدى مقاطعات الدانمارك السابقة.